# Classificació científica

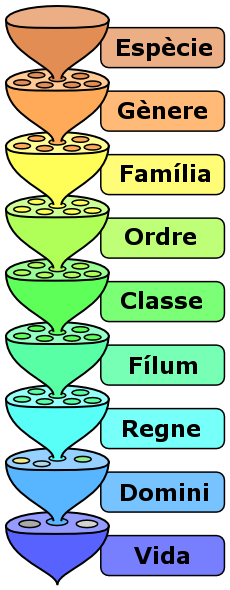
La jerarquia dels vuit nivells principals de la classificació biològica. No s'hi mostren els nivells menors intermedis

La classificació científica o classificació biològica és un mètode utilitzat pels biòlegs per agrupar i categoritzar espècies d'organismes. La classificació científica també rep el nom de taxonomia científica, però és diferent de la taxonomia vernacular, que no té caràcter científic. La classificació actual té els orígens en el treball de Carl von Linné, que classificà les espècies segons les seves característiques físiques. Des d'aleshores, aquests grups continuen a ser revisats per millorar-ne la concordança amb el principi darwinià de l'origen comú. La filogènia molecular, que utilitza seqüències d'ADN com a informació, ha provocat moltes revisions recents i probablement ho continuarà fent. La classificació científica forma part de la ciència de la taxonomia i de la sistemàtica.

## Categories taxonòmiques
Hi ha vuit categories taxonòmiques principals: domini, regne, fílum o divisió, classe, ordre, família, gènere i espècie.
Els grups zoològics i botànics són lleugerament diferents.

### Nomenclatura segons la categoria taxonòmica
La nomenclatura estableix una terminologia que permet saber, a partir del sufix de qualsevol tàxon, quin és la seva categoria taxonòmica i posició en la jerarquia sistemàtica. La taula següent mostra aquesta nomenclatura:
| Categoria taxonòmica \ regne | Planta Plantae                                                                                 | Protist Protista                                                                               | Fong Fungi                                                                                     | Eubacteri Eubacteria                                                                           | Animal Animalia                                                                                |
| ---------------------------- | ---------------------------------------------------------------------------------------------- | ---------------------------------------------------------------------------------------------- | ---------------------------------------------------------------------------------------------- | ---------------------------------------------------------------------------------------------- | ---------------------------------------------------------------------------------------------- |
| Divisió o fílum              | -phyta                                                                                         | -phyta                                                                                         | -mycota                                                                                        |                                                                                                |                                                                                                |
| Subfílum                     | -phytina                                                                                       | -phytina                                                                                       | -mycotina                                                                                      |                                                                                                |                                                                                                |
| Classe                       | -opsida                                                                                        | -phyceae                                                                                       | -mycetes                                                                                       |                                                                                                |                                                                                                |
| Subclasse                    | -idae                                                                                          | -phycidae                                                                                      | -mycetidae                                                                                     |                                                                                                |                                                                                                |
| Superordre                   | -anae                                                                                          | -anae                                                                                          |                                                                                                |                                                                                                |                                                                                                |
| Ordre                        | -ales                                                                                          | -ales                                                                                          | -ales                                                                                          | -ales                                                                                          |                                                                                                |
| Subordre                     | -ineae                                                                                         | -ineae                                                                                         | -ineae                                                                                         | -ineae                                                                                         |                                                                                                |
| Infraordre                   | -aria                                                                                          | -aria                                                                                          |                                                                                                |                                                                                                |                                                                                                |
| Superfamília                 | -acea                                                                                          | -acea                                                                                          |                                                                                                |                                                                                                | -oidea                                                                                         |
| Família                      | -aceae                                                                                         | -aceae                                                                                         | -aceae                                                                                         | -aceae                                                                                         | -idae                                                                                          |
| Subfamília                   | -oideae                                                                                        | -oideae                                                                                        | -oideae                                                                                        | -oideae                                                                                        | -inae                                                                                          |
| Tribu                        | -eae, ae                                                                                       | -eae, ae                                                                                       | -eae, ae                                                                                       | -eae                                                                                           | -ini                                                                                           |
| Subtribu                     |                                                                                                |                                                                                                |                                                                                                | -inae                                                                                          | -ina                                                                                           |
| Gènere                       | -us, -a, -um, -is, -os, -ina, -ium, -ides, -ella, -ula, -aster, -cola, -ensis, -oides, -opsis… | -us, -a, -um, -is, -os, -ina, -ium, -ides, -ella, -ula, -aster, -cola, -ensis, -oides, -opsis… | -us, -a, -um, -is, -os, -ina, -ium, -ides, -ella, -ula, -aster, -cola, -ensis, -oides, -opsis… | -us, -a, -um, -is, -os, -ina, -ium, -ides, -ella, -ula, -aster, -cola, -ensis, -oides, -opsis… | -us, -a, -um, -is, -os, -ina, -ium, -ides, -ella, -ula, -aster, -cola, -ensis, -oides, -opsis… |

Per sota la categoria de gènere, tots els noms de tàxons són anomenats combinacions. La majoria també reben una terminació llatina més o menys codificada en funció de la disciplina. Es distingeixen diverses categories de combinacions:
- Entre gènere i espècie (subgènere, secció, subsecció, sèrie, subsèrie, etc.), les combinacions són infragenèriques i binomials
- En la categoria d'espècie, les combinacions són específiques i binomials
- Per sota l'espècie, les combinacions són infraespecífiques i trinomials.

## Orígens de la classificació científica actual

### Sistema artificial de classificació
En biologia, un sistema artificial de classificació és aquella organització relacionada amb els elements en què la pertinença de cada un d'aquests a diferents classes depèn d'un criteri arbitrari adoptat per convenció. Exemples d'aquests criteris poden ser la forma de desenvolupament o el nombre de peces florals. El seu avantatge és la de tenir un alt valor predictiu. El sistema artificial més conegut va ser el creat per Carl von Linné el 1735, la taxonomia linneana publicada en Systema Naturae, en què se separen 23 classes de plantes amb flors d'acord amb: la disposició dels sexes de les flors i el nombre, concrescents, inserció i relació de longitud dels estams. S'afegia, a més, una classe vint-i-quatrena de plantes sense flors (Cryptogamia), que incloïa les falgueres, molses, algues, fongs, a més d'algunes plantes amb flors difícils de reconèixer (Ficus, Lemna), així mateix s'hi inclouen els coralls i les esponges.
Teofrast, considerat el pare de la botànica, va establir una classificació de 480 plantes en arbres, arbusts, i herbes; al seu torn, les herbes les va subdividir en aquàtiques i terrestres, i va agrupar els arbres segons la durada de les seves fulles (perennifolis i caducifolis).

### Taxonomia de Carl von Linné
El científic suec Carl von Linné (1707-1778) és l'autor, entre d'altres, de l'obra Systema Naturae (primera edició del 1735), que s'edità dotze vegades al llarg de la seva vida. En aquesta obra, la natura estava classificada en tres regnes: mineral, vegetal i animal. Linné utilitzà cinc grups: classe, ordre, gènere, espècie i varietat.
Abandonà els llargs noms descriptius de classes i ordres i els noms genèrics de dues paraules utilitzats pels seus predecessors immediats i els substituí per noms d'una sola paraula. També definí molts gèneres i classificà nombroses varietats dins d'una mateixa espècie, salvant així la botànica del caos creat pels horticultors.
Linné és especialment conegut per la seva introducció del mètode que encara s'utilitza avui en dia per a formular el nom científic de cada espècie. Abans de Linné, s'utilitzaven noms de moltes paraules (composts d'un nom genèric i una differentia specifica), però com que aquests noms eren una descripció de l'espècie, no estaven fixats. En Philosophia Botanica (1751), Linné es va esforçar per millorar la composició i reduir la longitud de molts dels noms de moltes paraules, eliminant retòrica innecessària, introduint nous termes descriptius i definint-ne el significat amb una precisió sense precedents. A la fi de la dècada dels 1740, Linné començà a utilitzar un sistema paral·lel que consistia a donar nomina trivialia (noms trivials) a les espècies. Un nomen triviale era un epítet d'una o dues paraules escrit al marge de la pàgina, al costat del llarg nom «científic». Les úniques restriccions que hi aplicà Linné eren que els noms trivials havien de ser curts, únics dins de cada gènere, i que no havien de canviar. Linné aplicà constantment nomina trivialia a les espècies vegetals a l'obra Species Plantarum i a les animals a la desena edició de Systema Naturae.
En utilitzar aquests epítets científics constantment, Linné separà la nomenclatura de la taxonomia. Tot i que l'ús paral·lel de nomina trivialia i els llargs noms descriptius durà fins a la fi del segle xviii, a poc a poc fou substituït per la pràctica d'utilitzar noms propis més curts, combinant el nom genèric i trivial de l'espècie. Al segle xix, aquesta nova pràctica quedà codificada en les primeres normes i lleis de la nomenclatura, i la primera edició de Species Plantarum i la desena de Systema Naturae foren elegides com a punts de partida per a la nomenclatura botànica i biològica, respectivament. Aquesta convenció per a anomenar les espècies rep el nom de nomenclatura binomial.
Actualment, la nomenclatura està regulada pels codis de nomenclatura, que permet els noms dividits en grups taxonòmics.

### Sistema natural de classificació
Un sistema natural és aquella organització relacionada amb els elements que sorgeix com una propietat de la natura. El concepte de sistema natural s'oposa al de sistema artificial, en el qual la pertinença dels elements a les respectives classes depèn d'un criteri artificial adoptat per convenció. Per contra, en el sistema natural han d'estar contingudes dades específiques, que són de vital importància per a fer un estudi més detallat sobre la classificació dels éssers vius.
Una taxonomia pot ser considerada com un sistema natural des del punt de vista tant del nominalisme com de l'essencialisme. Des de la perspectiva nominalista, una classificació dels éssers vius és natural en la mesura que reflecteix el patró de similituds que observem en la natura. La "naturalitat" del sistema s'atribueix, per tant, a la percepció humana, no a la natura mateixa. Per a l'essencialisme, una classificació és natural perquè revela grups naturals reals, no una mera coincidència de semblances.
En biologia, la creença en el caràcter natural de les classificacions taxonòmiques no va estar sempre lligada a la creença en una teoria que l'expliqués: molts naturalistes creien en la realitat dels tàxons i el corresponent ajustament de les categories taxonòmiques, però admetien el desconeixement de la causa responsable d'aquest ajustament.
Al llarg del segle xix, la teologia natural va lligar la creença en el sistema natural a la immutabilitat de les idees divines. Van ser diversos els sistemes naturals (i diversos també els criteris de naturalitat) proposats al llarg d'aquest segle. A l'Anglaterra de 1820, per exemple, es manejaven quatre possibles sistemes naturals: el sistema de classificació de Cuvier, l'esquema lineal i progressiu de Lamarck, el sistema dicotòmic de Jeremy Bentham (1817) i el sistema quinari o circular de William Sharp MacLeay.
Amb el triomf de l'evolucionisme, la naturalitat de les classificacions es va fer radicar en l'ascendència comuna. D'aquesta manera, el sistema natural es va transformar en arbre filogenètic.

## Classificació filogenètica
Des de la segona meitat del segle xx, la classificació tradicional progressivament està substituïda per la classificació filogenètica, que està basada únicament en el mètode evolutiu i el concepte d'avantpassat comú (o filogènesi). Els tàxons són actualment creats per aquest mètode, la cladística. Aquesta nova classificació només accepta grups monofilètics (aquells que inclouen un avantpassat i tots els seus descendents) i permet visualitzar millor les ramificacions de l'arbre de la vida, constituïdes per diferenciacions successives al llarg del temps.
La jerarquia amb categories taxonòmiques és abandonada en favor d'un sistema de tàxons continguts els uns dins dels altres, un sistema expressat per mitjà de cladogrames. Així, cada tàxon esdevé una ramificació de tàxons subordinats entre si, un clade.

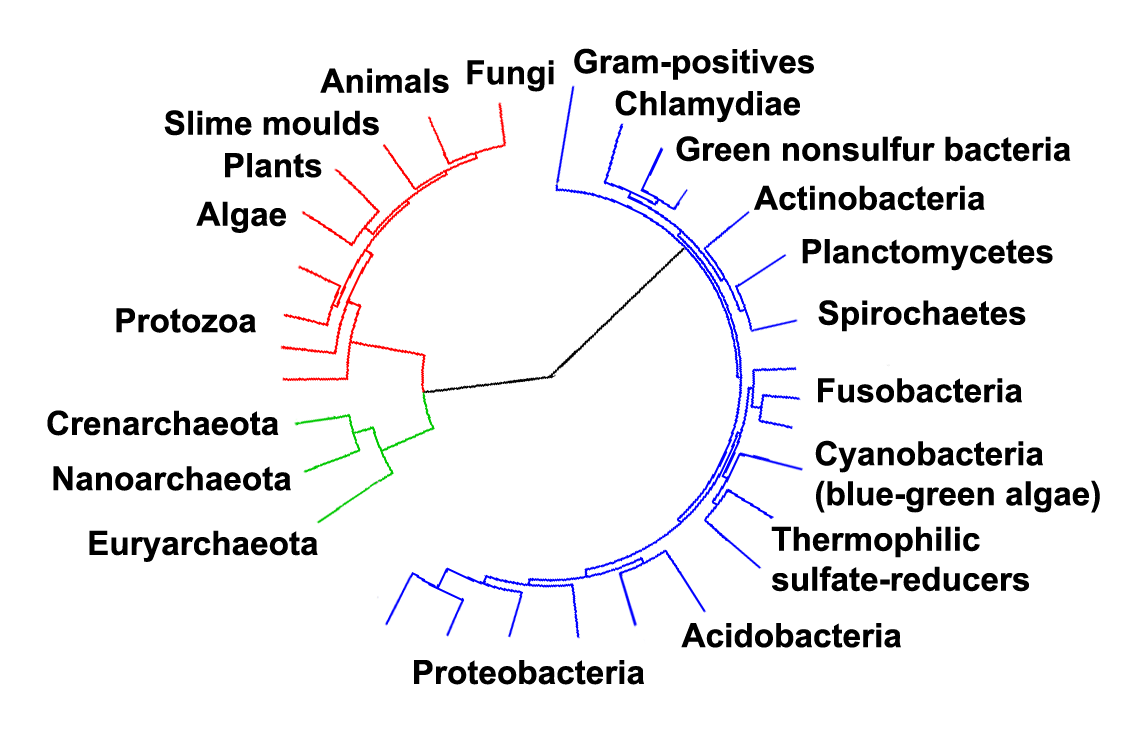
Aquest arbre filogenètic mostra la relació entre els tres dominis de la vida. Els eucariotes estan en vermell, els arqueus en verd i els eubacteris en blau. Adaptat de Ciccarelli et al.

En l'estat actual de coneixement, la classificació tradicional en cinc regnes ha estat reduïda a tres clades, els primers de la classificació del conjunt dels éssers vius:
- Els bacteris són organismes unicel·lulars d'estructura procariota (el seu material genètic no es troba tancat dins un nucli).[12][13] Tenen una paret cel·lular composta de peptidoglicà.[14]
- Els arqueus són organismes unicel·lulars d'estructura procariota. Tenen una paret cel·lular composta de lípids específics.[15][16] Des d'uns punt de vista ecològic, sovint (però no sempre) són extremòfils.[17]
- Els eucariotes poden ser unicel·lulars o pluricel·lulars. El seu material genètic es troba tancat dins un nucli delimitat per una membrana,[18][19][20] tenen mitocondris,[21] la multiplicació cel·lular es fa per mitosi,[22] l'ADN es divideix en cromosomes[23] i presenten reproducció asexual i sexual.

Saber quins d'aquests tres grups comparteixen un avantpassat comú que els distingeix del tercer és objecte d'investigació, igual que en el cas de tots els tàxons no dividits en dos altres tàxons (els "arbres desarrelats"). Alguns investigadors ja han proposat el seu propi cladograma, fent de dos d'aquests tres clades els dos primers de la seva classificació global de la vida.
Els primers treballs de la classificació filogenètica consistien, en primer lloc, en una correcció dels tàxons de la classificació tradicional; però, amb l'estat actual de les coses, els investigadors treballen únicament sobre la construcció de cladogrames, havent abandonat els arbres genealògics i les categories taxonòmiques de la classificació antiga, fent-la, doncs, obsoleta. La classificació tradicional només sobreviu en alguns manuals escolars no actualitzats o en una minoria d'autors que encara intenten aplicar-la, atribuint a les antigues categories taxonòmiques (o creant-ne de nous) els nous tàxons obtinguts mitjançant la classificació filogenètica.

## Codis internacionals de classificació científica

### Codi internacional de nomenclatura zoològica
El codi internacional de nomenclatura zoològica (International Code of Zoological Nomenclature) (conegut per les seves sigles en anglès: ICZN) té com a propòsit fonamental proporcionar la màxima universalitat i continuïtat als noms científics dels animals, sempre respectant la llibertat dels científics per classificar els animals segons els seus criteris taxonòmics (ICZN, 1999). El codi reglamenta els noms dels tàxons d'animals (Animalia) i altres clades d'eucariotes tradicionalment considerats "protozous".
El codi consta d'articles, que són obligatoris, i de recomanacions.
- Els articles es van dissenyar per permetre als zoòlegs arribar als noms dels tàxons adequats en circumstàncies taxonòmiques concretes. L'ús del codi permet a un zoòleg determinar el nom vàlid de qualsevol tàxon al qual pertanyi un animal, en qualsevol categoria de les jerarquies d'espècie, gènere i família (incloent-hi subespècie, subgènere i categories del nivell família, tals com subfamília i tribu). El codi no regula totalment els noms dels tàxons per sobre del nivell família (Ordre, classe, fílum) i no proporciona regles per a un ús per sota de la categoria de subespècie (varietat, aberració, natio, etc.), ja que manquen d'entitat taxonòmica.

### Codi internacional de nomenclatura botànica
El codi internacional de nomenclatura botànica (conegut per les sigles en anglès: ICBN) és el compendi de regles que regeixen la nomenclatura taxonòmica dels organismes vegetals, a efectes de determinar, per a cada tàxon vegetal, un únic nom vàlid internacionalment.
El codi internacional de nomenclatura botànica s'ocupa de reglamentar els noms dels tàxons de les "plantes verdes" (clade de les plantes terrestres i les algues verdes), però també s'ocupa de reglamentar els noms d'altres clades d'eucariotes que tradicionalment s'estudien en els departaments de botànica, com els estramenòpils (clade que comprèn les "algues brunes", les "algues daurades", els oomicots i els fongs mucilaginosos), alguns organismes del clade dels alveolats que tenen cloroplast, com els dinoflagel·lats, i també les algues vermelles, les glaucofites, els "fongs veritables" (quitridiomicets, zigomicet, ascomicot, basidiomicets) i diversos clades eucariotes "basals" (com les Euglena els mixomicetes, i els fongs de la classe Myxogastria).
La promulgació i correcció del CINB està a càrrec dels congressos botànics internacionals (CBI), organitzats per l'Associació Internacional per a la Taxonomia de les Plantes. L'edició actual és l'anomenat codi de Viena, per la ciutat on es va realitzar el 17è congrés (2005). Cada codi deroga els anteriors i s'aplica retroactivament des de la data fixada com a inici de la botànica sistemàtica en sentit modern, la publicació el 1753 del Species Plantarum de Carl von Linné.
El principi fonamental del CINB és la determinació de la prioritat i es conserva, excepte excepció, el nom corresponent a la primera descripció publicada d'un determinat tàxon, tractant-se els noms publicats amb posterioritat per al mateix tàxon com a sinònims correctes, però invàlids formalment. Els noms prelinneans (i els noms que Linné va publicar abans de 1753, com per exemple Musa Cliffortiana per a la planta que després denominaria Musa paradisíaca, la banana) no es consideren vàlidament publicats.
A la descripció, acompanya normalment un tipus, és a dir, un exemplar del tàxon en qüestió preservat i conservat en una col·lecció o herbari.
El CINB s'aplica no sols al regne Plantae tal com es defineix avui en dia, sinó a tots els organismes tradicionalment estudiats per la botànica, incloent-hi les algues blaves (Cyanobacteria), els fongs (Fungi) i algunes protistes. La zoologia i la bacteriologia tenen els seus propis codis. En la classificació de les espècies vegetals cultivades, el codi internacional de nomenclatura per a plantes cultivades proporciona regles suplementàries.
El codi internacional de nomenclatura per a plantes cultivades és el conjunt de reglaments que controlen el nom botànic de les plates conreades, grups de conreus, híbrids d'utilització comercial i quimeres d'empelt, suplementant les regles del codi internacional de nomenclatura botànica.
El CINPC estableix regles per a formar els noms vàlids per a aquests tipus horticulturals, a més d'oferir informació d'interès legal, administratiu i comercial, com la llista d'autoritats per al registre internacional de conreus, herbaris que conserven tipus d'interès taxonòmic, glossaris i altres dades.

### Codi internacional de nomenclatura de bacteris
En el codi internacional de nomenclatura de bacteris (sigles en anglès ICNB) governa el nom científic per als bacteris. El codi és publicat pel Comitè Internacional de Sistemàtica de procariotes (ICSP). El "dia oficial d'inici de la nomenclatura" per a l'actual International Code of Nomenclature of Bacteria és el dia 1 de gener de 1980.
Originàriament, el codi botànic es manejava en conjunt amb Bacteria, fins al 1975. El codi anterior de nomenclatura bacteriològica va ser aprovat en el 4t congrés internacional de Microbiologia l'any 1947, però va ser descartat més tard.
En contrast amb la nomenclatura eucariòtica, no hi ha una classificació oficial dels procariotes perquè la taxonomia continua sent una qüestió de criteri científic. La classificació més acceptada és l'elaborada per l'oficina editorial del Manual Bergey de bacteriologia sistemàtica (Bergey's Manual of Systematic Bacteriology), com a pas preliminar per a organitzar el contingut de la publicació. Aquesta classificació, coneguda com a Taxonomic Outline of Bacteria and Archaea (TOBA), està disponible en Internet.

### Comitè internacional de Taxonomia de Virus
El comitè internacional de Taxonomia de Virus, en anglès International Committee on Taxonomy of Viruses (ICTV) és un comitè que autoritza i organitza la classificació taxonòmica dels virus. Ha desenvolupat un esquema universal de classificació taxonòmica amb l'objectiu de descriure tots els virus d'un organisme viu. Els membres del comitè són considerats experts mundials en virus. El comitè és dirigit per la divisió de virologia d'International Union of Microbiological Societies.
L'ICTV intenta aconseguir una classificació universal que pugui funcionar com el necessari estàndard de classificació dels virus, regulant la descripció formal de les noves soques i ordenant-ne la ubicació dins de l'esquema classificatori. Intenta que les regles de nomenclatura i classificació s'assemblin al més possible a l'estàndard tradicional de la classificació dels organismes utilitzant algunes de les seves categories, sufixos que indiquen la categoria taxonòmica i aplicant cursiva als noms dels tàxons.

## Abreviatura d'autor
A continuació del nom d'un tàxon, pot haver l'abreviatura del nom de l'autor que va publicar per primera vegada una descripció vàlida del tàxon. L'abreviatura "L." és universalment acceptada per a Linné; en botànica, hi ha una llista d'abreviatures regulades i estandarditzades. El sistema per a la citació del nom d'autor és lleugerament diferent en les diferents branques de la biologia.